# 伍贻经
伍贻经（1930年—2018年），男，江苏省武进县人。中国病理生理学家，医学教育家。中国病理生理学会理事长。

## 生平
1930年3月生。1954年毕业于大连医学院，并在卫生部生理学高师班学习一年。历任基础医学系副主任、病理生理教研室主任，北京医科大学教务长、体委主任及外国教材中心主任，教授等职务。主要讲授一般病理生理学和心血管病理生理学课程，主要研究方向为心肌缺血，再灌注损伤的病理生理学及防治。1995年获北京医科大学“桃李奖”。
2018年6月29日21时44分在北京逝世，享年88岁。

## 出版物
- 伍贻经 (编). . 北京医科大学、中国协和医科大学联合出版社. 1990年1月. ISBN 7810340344.